# لبخند (ترانه کیتی پری)
«لبخند» (به انگلیسی: Smile) ترانه‌ای اثر خواننده آمریکایی، کیتی پری برای ششمین آلبوم استودیویی‌اش با همین نام است. این ترانه به عنوان چهارمین ترانه از آلبومش توسط کپیتال رکوردز منتشر شد. این ترانه یک نمونه‌برداری ترانه «Jamboree» از گروه هیپ‌هاپ آمریکایی Naughty by Nature است. پری در ترانه در مورد قدردانی خود از تغییرات در زندگی صحبت می‌کند.

## تاریخ انتشار
| منطقه    | تاریخ         | قالب                  | ناشر   | Ref.  |
| -------- | ------------- | --------------------- | ------ | ----- |
| مختلف    | ۱۰ ژوئیه ۲۰۲۰ | دانلود دیجیتال استریم | کپیتال | [ ۱ ] |
| استرالیا | ۱۰ ژوئیه ۲۰۲۰ | رادیو ضربه ای معاصر   | ئی‌ام‌آی |       |